# الأنوار في آيات النبي المختار (كتاب)
كتاب الأنوار في آيات النبي المختار، هو كتاب من تأليف عبد الرحمان الثعالبي (ت 875 هـ) عبارة عن ثلاثة مجلدات في السيرة النبوية.

## نبذة عن الكاتب
عبد الرحمان الثعالبي، (ت 875 هـ)، مفسر وفقيه مالكي صوفي ومتكلم على مذهب الأشاعرة. ولد بالجزائر موطن آبائه وأجداده الثعالبة، وهو أحد أعلام الأشاعرة المالكية في القرن التاسع الهجري. وقد صار رمزا لمدينة الجزائر التي أضحت تعرف بمدينة سيدي عبد الرحمان.

## وصف الكتاب
هذا الكتاب ينفرد عن كتب السيرة النبوية العطرة، فقد جمع فأوعى واستفاد ممن تقدمه في الميدان، وأفاد من أتى بعده في الزمان، وقيمة هذا الكتاب تكمن في فحواه الجزيل، وفيه نصوص مهمة رواها الإمام عبد الرحمان الثعالبي عن كتب مفقودة.

## محتوياته
جاء في بداية الكتاب:
جاء في نهاية الكتاب:

## المخطوطات
تحصل الشيخ محمد الشريف قاهر على مخطوط كتاب «الأنوار في آيات النبي المختار» من طرف الشيخ عمر بوعناني -رحمه الله- الذي كان يحوز هذه النسخة عن السيرة النبوية، والتي تحصل عليها من ضريح الشيخ عبد الرحمان الثعالبي في قصبة الجزائر.
كما يوجد مخطوط آخر لهذا الكتاب في المكتبة الرقمية العربية بالسعودية تعداد صفحاته 204 صفحة مخطوطة ومرقمنة.

## التحقيق
عندما تحصل الشيخ محمد الشريف قاهر على مخطوط هذا الكتاب عن السيرة النبوية للشيخ الثعالبي من الشيخ عمر بوعناني -رحمه الله-، تفرغ لتحقيقه ودراسته لمدة عشر سنوات من سنة 1990م إلى حوالي سنة 2001م.
فتم تحقيق هذا الكتاب من طرف الباحث محمد الشريف قاهر في جامعة الجزائر في إطار دراسة وتحضير شهادة دكتوراه دولة تمت مناقشتها خلال عام 2000م.
وباشر بعد نيله شهادة الدكتوراه في ضبط وتحقيق مخطوط الكتاب قصد طبعه في العام الموالي 2001م.

## الطبعات
قامت دار ابن حزم في بيروت، بالاشتراك مع «دار التراث ناشرون»، بإصدار الطبعة الأولى من كتاب «الأنوار في آيات النبي المختار» بتاريخ 1 جانفي 2005م (1426 هـ).
هذه الطبعة المحققة من طرف الدكتور محمد الشريف قاهر، جاءت في ثلاثة أجزاء بعدد صفحات كلي بلغ 1156 صفحة من قياس 17سم × 24سم.
كما قامت مؤسسة «عالم المعرفة للنشر والتوزيع» في الجزائر بطبع تحقيق الدكتور محمد الشريف قاهر خلال عام 2011م (1432 هـ).